# Disa cryptantha
Disa cryptantha är en orkidéart som beskrevs av Victor Samuel Summerhayes. Disa cryptantha ingår i släktet Disa och familjen orkidéer. Inga underarter finns listade i Catalogue of Life.